# Ngô Dư Kiều Nghi Ngô
Ngô Dư Kiều Nghi Ngô (chữ Hán: 吳餘橋疑吾), là vị vua thứ chín của nước Ngô tồn tại từ cuối thời nhà Thương sang thời Đông Chu trong lịch sử Trung Quốc.
Ông mang họ Cơ, là con của Ngô Cường Cưu Di – quân chủ thứ 8 nước Ngô.
Sử sách không ghi chép thời gian ông làm quân chủ, không rõ năm bắt đầu, năm mất và các sự kiện trong thời gian ông ở ngôi.
Sau khi ông mất, con ông là Cơ Kha Lư lên nối ngôi.